# Rhodacarus laureti
Rhodacarus laureti är en spindeldjursart som beskrevs av Athias-Henriot 1961. Rhodacarus laureti ingår i släktet Rhodacarus och familjen Rhodacaridae. Inga underarter finns listade i Catalogue of Life.